# Hydrotetrix
Hydrotetrix is een geslacht van rechtvleugeligen uit de familie doornsprinkhanen (Tetrigidae). De wetenschappelijke naam van dit geslacht is voor het eerst geldig gepubliceerd in 1926 door Uvarov.

## Soorten
Het geslacht Hydrotetrix omvat de volgende soorten:
- Hydrotetrix aspera Uvarov, 1926
- Hydrotetrix carolinensis Kevan & Vickery, 1997
- Hydrotetrix cheesmanae Uvarov, 1926
- Hydrotetrix fallax Günther, 1974
- Hydrotetrix hivaoana Tinkham, 1938
- Hydrotetrix javanensis Günther, 1939
- Hydrotetrix marquesana Hebard, 1933
- Hydrotetrix samoana Chopard, 1929